# Герман Отто
Герман Отто (нім. Hermann Otto; 30 травня 1914, Ляйзінг — 24 червня 1943, Атлантичний океан) — німецький офіцер-підводник, капітан-лейтенант крігсмаріне.

## Біографія
В 1933 році вступив на флот. З травня 1939 року — вахтовий офіцер на навчальному артилерійському кораблі «Бруммер». В січні-червні 1941 року пройшов курс підводника. З червня 1941 року — 1-й вахтовий офіцер на підводному човні U-403, на якому взяв участь у двох походах (разом 37 днів у морі). В червні-липні 1942 року пройшов курс командира човна. З 22 серпня 1942 року — командир U-449. 1 червня 1943 року вийшов у свій перший і останній похід. 24 червня U-449 був потоплений в Північній Атлантиці північно-західніше мису Ортегаль (45°00′ пн. ш. 11°59′ зх. д.) глибинними бомбами британських шлюпів «Врен», «Вудпекер», «Кайт» і «Вайлд Гус». Всі 49 членів екіпажу загинули. 

## Звання
- Морський кадет (10 вересня 1936)
- Фенріх-цур-зее (1 травня 1937)
- Лейтенант-цур-зее (1 жовтня 1938)
- Оберлейтенант-цур-зее (1 жовтня 1940)
- Капітан-лейтенант (1 липня 1943, посмертно)

## Нагороди
- Медаль «За вислугу років у Вермахті» 4-го класу (4 роки)